# Tularemie
Tularemia este o boală infecțioasă rară cauzată de către bacteria Francisella tularensis. Simptomele și semnele acestei boli sunt: febră, ulcerații cutanate și creșterea în volum a ganglionilor limfatici (limfadenopatie). Câteodată, tularemia poate evolua cu o formă de pneumonie.
Boala este o zoonoză și poate fi transmisă de căpușe sau prin contact cu animale infectate (în special, iepurele sălbatic). Nu se transmite direct între oameni. Diagnosticul se face pe baza testelor de sânge și prin realizarea unei culturi din locul infecției.
Tratamentul se face cu antibiotice precum streptomicină, gentamicină, doxiciclină sau ciprofloxacină.